# Double Jeu (album)
Pour les articles homonymes, voir Double Jeu.
Albums de Michel Berger et France Gall
Ça ne tient pas debout de Michel Berger
1990

Le Tour de France 88 de France Gall
(1988) Simple Je – Débranchée à Bercy de France Gall
(1993)
Singles
1. Laissez passer les rêves
Sortie : 29 mai 1992
2. Superficiel et léger
Sortie : 12 octobre 1992
3. Les Élans du cœur
Sortie : 15 janvier 1993

Double Jeu est un album studio de Michel Berger et France Gall enregistré en duo et sorti le 12 juin 1992. Il s'agit du dernier album du vivant de Michel Berger.
Michel Berger meurt à 44 ans le 2 août suivant, moins de deux mois après la sortie de l'album.
L'album se vend à 550 000 exemplaires en un an.

## Titres
| 1.    | Laissez passer les rêves                                                                                       | 6:39 |
| 2.    | Bats-toi | 5:17 |
| 3.    | Superficiel et léger                                                                                           | 5:44 |
| 4.    | La Petite de Calmette (chanson dédiée à toute l’équipe de Hôpital français Calmette de Phnom Penh au Cambodge) | 4:20 |
| 5.    | Toi sinon personne                                                                                             | 4:49 |
| 6.    | La Lettre (chanson dédiée à Corinne Balavoine)                                                                 | 3:55 |
| 7.    | La Chanson de la négresse blonde                                                                               | 3:44 |
| 8.    | Les Couloirs des Halles                                                                                        | 4:21 |
| 9.    | Les Élans du cœur                                                                                              | 4:47 |
| 10.   | Jamais partir                                                                                                  | 5:09 |
| 48:45 | |      |

## Crédits

### Paroles et musique
- Michel Berger

### Musiciens
- Guitares : 
  - Denys Lable : Laissez passer les rêves, Bats-toi, Superficiel et léger, La Petite de Calmette, Toi sinon personne
  - Claude Engel : La Lettre, La Chanson de la négresse blonde, Les Couloirs des Halles, Les Élans du cœur, Jamais partir
- Basse : Jannick Top
- Batterie et programmations : Claude Salmiéri[Note 1]
- Claviers : Serge Perathoner et Michel Berger
- Chœurs : 
  - Michel Berger, France Gall, Diana, Cora
  - Anyel Dupuis dans La Lettre
  - Renaud Hantson[Note 2] dans Toi sinon personne et La Chanson de la négresse blonde
  - Marina Albert dans Les Élans du cœur

### Production
- Producteurs : Michel Berger et France Gall pour CMBM
- Enregistrement : Laurent Gatignol au studio Face B à Paris
- Mixages : Frank Filipetti aux studios Face B et Mega à Paris en 1992
- Mastering : Ted Jensen au Sterling Sound Studio[2] de New York
- Éditeur : Éditions CMBM
- Album original : CD  Apache 4509-90069-2 sorti le 12 juin 1992
- Pochette : 
  - Photographie recto : Thierry Boccon-Gibod
  - Infographie : Franck Léon
  - Conception graphique : FKGB
- Version remasterisée « Deluxe » incluant 30 minutes de commentaires par France Gall sur la genèse de l'album. En téléchargement depuis juillet 2012[Note 3]

## Autour de l’album
Michel Berger et France Gall présentent leur album à leurs proches lors d’un concert privé donné au club de jazz le New Morning à Paris le 22 juin 1992. Leur chanson Jamais partir, enregistrée lors de cette soirée par Yves Jaget, sera ultérieurement intégrée dans le double album live Simple je – L'Intégrale Bercy de France Gall paru en 1994.
Bien que le couple s'efforce de montrer une complicité artistique qui n'existe plus, l'album fût extrêmement difficile à réaliser à cause du comportement agressif de France Gall (insupportable avec Michel, l'équipe et les musiciens et constamment insatisfaite des enregistrements et choix de Michel) et du fait que Michel Berger et France Gall sont en instance de divorce et que Michel Berger veut refaire sa vie avec la top model allemande Beatrice Grimm, ce que ne supporte absolument pas France Gall. « Michel était vraiment épuisé moralement et physiquement par ce disque, France le critiquait sans cesse, lui faisait tout changer et recommencer tout le temps car rien ne lui plaisait. Elle lui a fait refaire toutes les chansons que Michel a dû jeter. Elle n'aimait pas du tout ce qu'il faisait musicalement à ce moment-là. Il était très anxieux, énervé, l'enregistrement de l'album a été une vraie catastrophe, c'est du Michel Berger mais il n'était plus là artistiquement, son esprit était déjà ailleurs ».

## Remerciements
Michel Berger et France Gall remercient leurs amis : « Jannick, Serge, Claude et Claude, Denys, Laurent, vous avez été notre famille pendant cet album. Il est le vôtre autant que le nôtre, l’aboutissement de bien des moments de notre vie passés ensemble. Il n’est pas à 2, il est à nous tous. »

## Classements et certifications
| Classement (1992) | Meilleure position |
| ----------------- | ------------------ |
| France (SNEP)     | 1                  |

| Pays          | Certifications | Date | Ventes certifiées |
| ------------- | -------------- | ---- | ----------------- |
| France (SNEP) | 2 × Or         | 1992 | 200 000           |
| France (SNEP) | 2 × Platine    | 1997 | 600 000           |
| Suisse        | Or             | 1992 | 25 000            |